# قصه اسباب بازی‌ها
قصه اسباب بازی‌ها یک مجموعه تلویزیونی محصول سال ۱۳۷۷ به کارگردانی جمشید کلانتری،  می‌باشد که برنامه کودک و نوجوان از شبکه پخش شد.

## بازیگران
- مینا نوروزی
- رضا بنفشه‌خواه
- آیدا تبیانیان
- پویا کرمی
- حسین رفیعی
- حمید پیشقدم
- علی عمرانی[۱]
- کاوه آهنگر
- مجید علم‌بیگی
- محمد شیری
- هنگامه اباذری